# Karl Foltz (Priester)

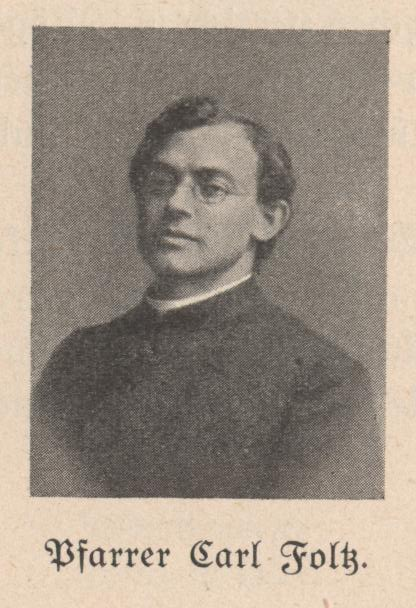
Pfarrer Karl Foltz, um 1905

Karl Foltz, öfter auch Carl Foltz (* 14. August 1865 in Grünstadt; † 29. April 1961 in Waldfischbach) war Priester der Diözese Speyer sowie Dekan, Geistlicher Rat, Prälat und langjähriger Pfarrer von Waldfischbach-Burgalben. Er und seine Schwester stifteten die dortige katholische Pfarrkirche.    

## Leben
Karl Foltz wurde 1865 im vorderpfälzischen Grünstadt geboren, wo er auch die Lateinschule besuchte. Er studierte Theologie und erhielt am 18. August 1889 von Bischof Joseph Georg von Ehrler im Speyerer Dom die Priesterweihe. 
Danach wirkte Foltz als Kaplan in verschiedenen Gemeinden des Bistums: 1889–93 in Blieskastel, 1893–96 in Kaiserslautern und 1896–99 in Landau (Pfalz). Im April und Mai 1899 fungierte er kurzfristig als Pfarrverweser von Klingenmünster, ab 25. Mai 1899 war er zuerst Verweser, dann Pfarrer im südpfälzischen Schwanheim. Hier blieb er Priester bis zum 23. April 1907. An diesem Tag übernahm Karl Foltz die Pfarrei Waldfischbach, die er 27 Jahre lang innehatte und wo er danach als Pensionär weitere 27 Jahre leben sollte.
Foltz war ein eifriger Seelsorger, der durch Volksmissionen und persönliche Frömmigkeit das religiöse Leben seiner Pfarrei stark belebte. Er amtierte auch in der schwierigen Zeit des Ersten Weltkrieges und des aufkommenden Nationalsozialismus. Die zur Gemeinde gehörende Wallfahrtsstätte Maria Rosenberg lag ihm sehr am Herzen. 

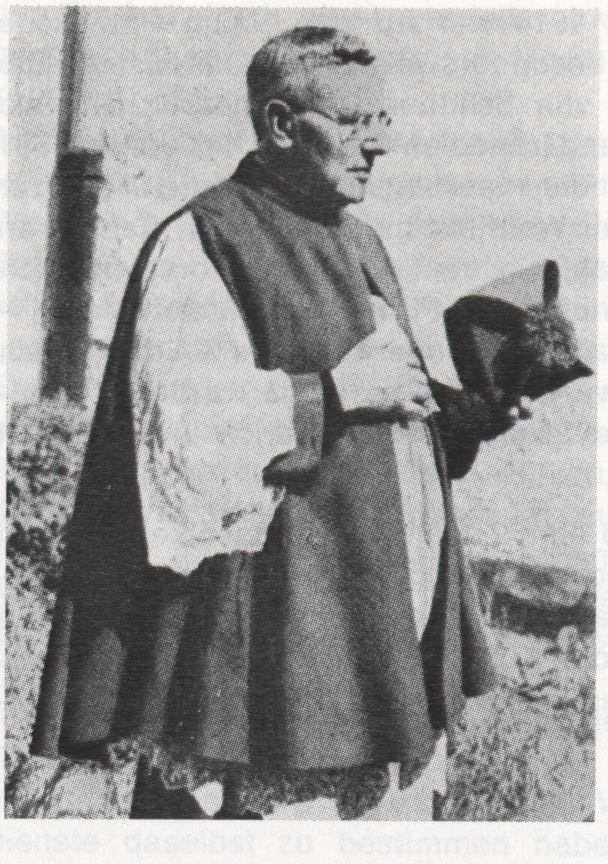
Prälat Karl Foltz

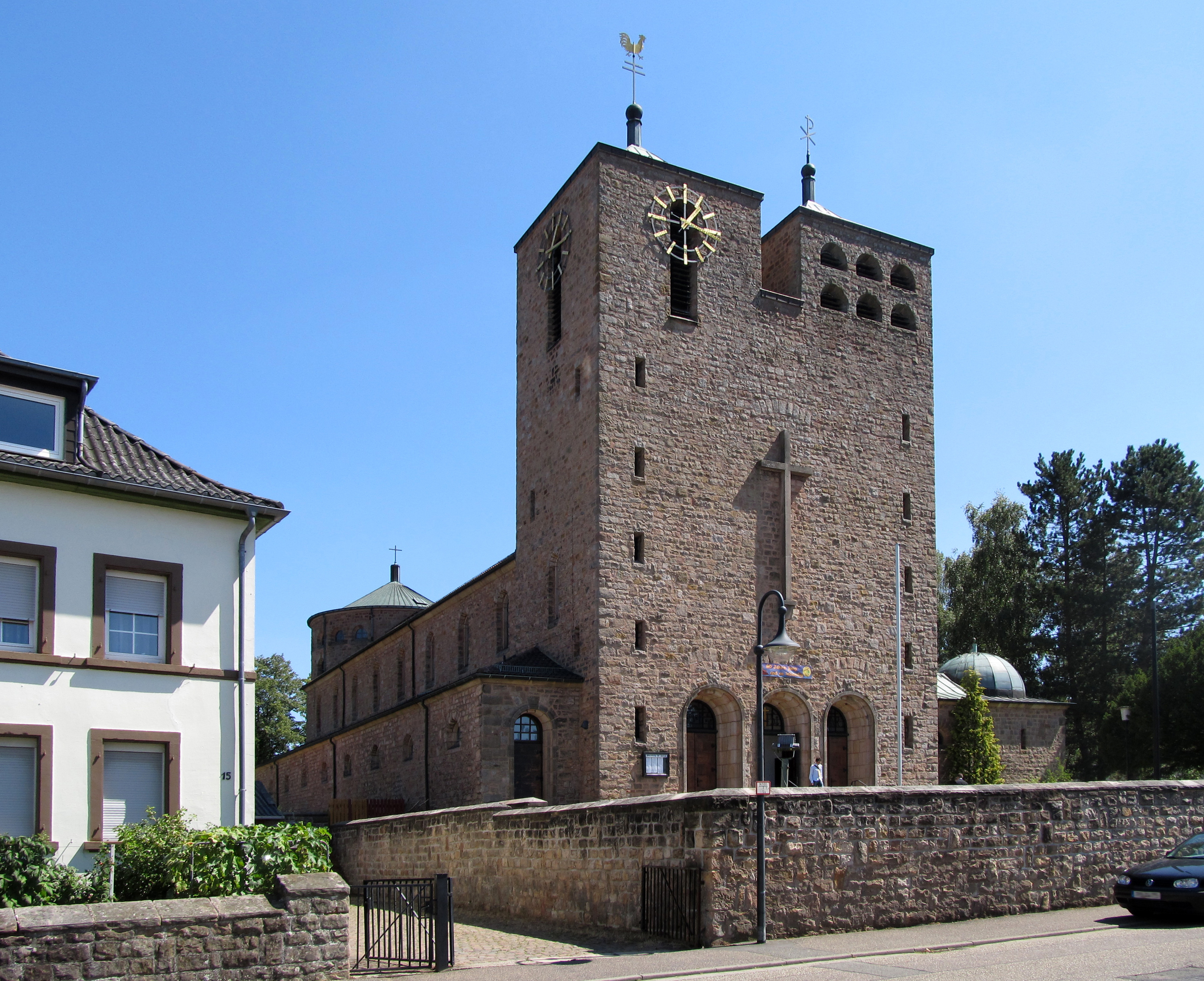
Die von Pf. Foltz und seiner Schwester gestiftete Pfarrkirche

Was ihn jedoch in seiner Pfarrei und späteren Wahlheimat Waldfischbach-Burgalben zeitlos bekannt machte, ist die Stiftung der neuen Pfarrkirche St. Joseph im Jahre 1929. Die bisherige katholische Kirche des Ortes war für die gewachsene Bevölkerung viel zu klein. An exponierter Stelle, auf dem Berg über dem Zusammenfluss von Moosalbe und Schwarzbach, ließ Pfarrer Foltz eine neue Kirche erbauen, wozu er schon 1925 den Kirchenbauverein ins Leben gerufen hatte. Seine Schwester Franziska Habermann, ebenfalls aus Grünstadt stammend, war in die USA ausgewandert, betrieb dort mit ihrem Mann eine Fleischfabrik und besaß ein großes Vermögen. Auf Vermittlung ihres Bruders sandte ihm die verwitwete Schwester – die mit Waldfischbach nichts zu tun hatte – aus Amerika hohe Beträge zum Bau der neuen Kirche in seiner Pfarrei und auch er selbst trug von seinem eigenen Geld bei, was immer ihm möglich war. Der Architekt Wilhelm Schulte sen. in Neustadt an der Weinstrasse erstellte die Pläne und am 7. Juli 1929 erfolgte die feierliche Grundsteinlegung durch Bischof Ludwig Sebastian, der das Gotteshaus am 31. August 1930 auch weihte. An der Südseite des Chores wurde gleichzeitig ein neues Pfarrhaus erbaut. Insgesamt hatten Pfarrer Foltz und dessen Schwester auf seine Vermittlung hin nahezu eine halbe Million Mark für Grundstück, Kirche und Pfarrhaus gespendet. Anschließend finanzierten beide den weiteren Innenausbau und das Inventar. Wegen ihrer imposanten Mächtigkeit wird die St. Josephs Kirche zuweilen auch „Westpfälzer Dom“ genannt, sie ist ortsbildprägend. 
Zum 1. Mai 1934 trat Karl Foltz in den Ruhestand und übersiedelte in die Wallfahrtsstätte Maria Rosenberg, im Gebiet der Pfarrei gelegen. Dekan Foltz war Geistlicher Rat und Päpstlicher Ehrenprälat. Auf dem Rosenberg lebte er nochmals fast ein Menschenalter lang als Pensionär und Hilfs-Seelsorger. 

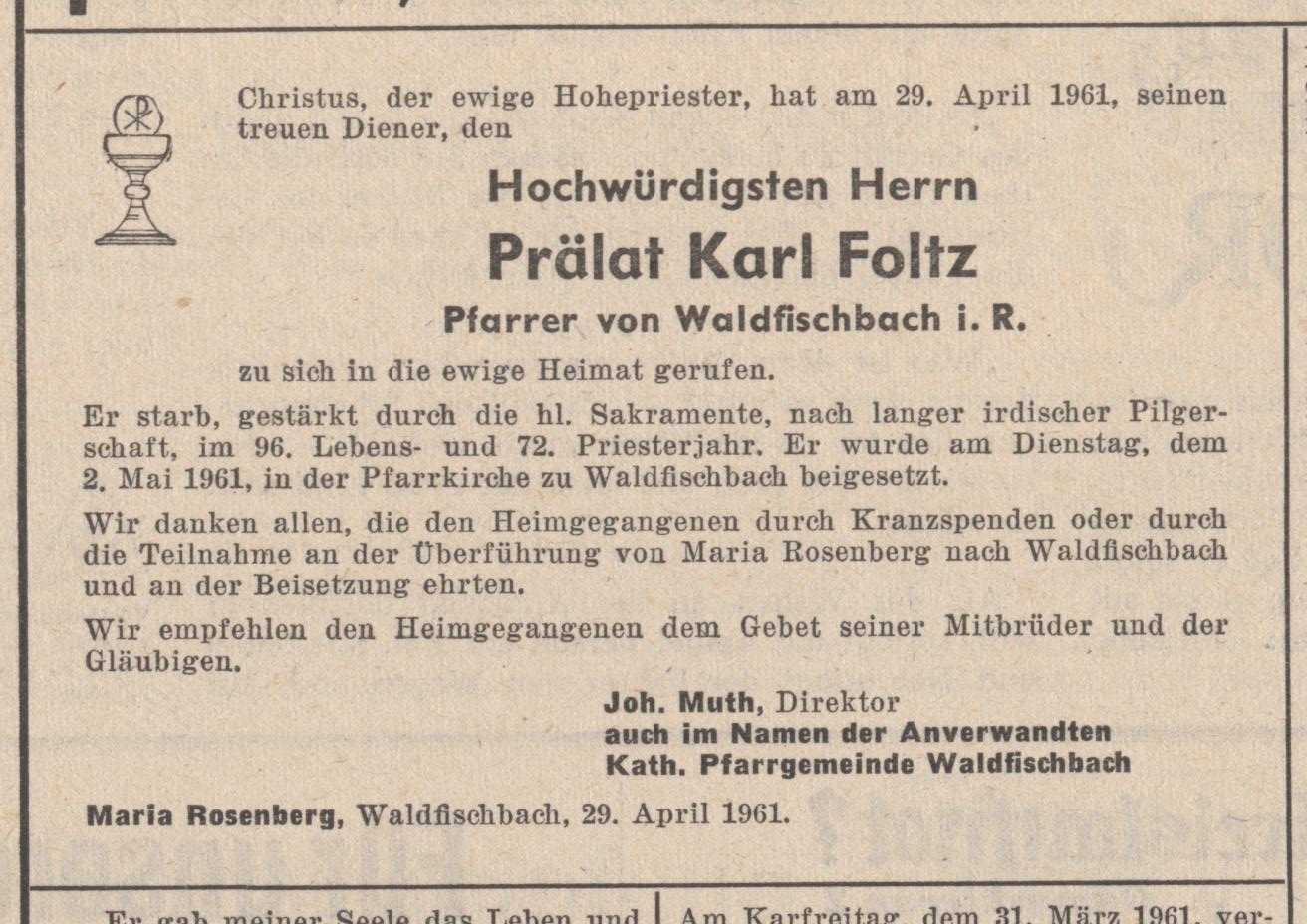
Todesanzeige Prälat Foltz

1959 feierte Karl Foltz als damals ältester Priester des Bistums dort sein 70. Weihejubiläum, wozu Bischof Isidor Markus Emanuel speziell aus Speyer anreiste. Glückwünsche erhielt er auch von dem aus Blieskastel stammenden Münchner Erzbischof Kardinal Joseph Wendel. Mit dessen Familie verband Foltz eine Freundschaft, seit er einst in Wendels Heimatort Kaplan gewesen war.
Prälat Karl Foltz starb 1961 in Maria Rosenberg und wurde im Beisein von Bischof Emanuel, Landrat Ludwig Rieth und dem Grünstadter Pfarrer Theodor Nauerz beigesetzt. Er erhielt ein Ehrengrab in der Taufkapelle seiner Kirche. Überdies ließ die Pfarrei ihm und seiner Schwester als Denkmal jeweils ein Bronzerelief in der Kirche fertigen. Die politische Gemeinde Waldfischbach-Burgalben benannte zum Dank für sein Wirken die „Prälat-Foltz-Straße“ nach ihm.